# Munktorps distrikt
Munktorps distrikt är ett distrikt i Köpings kommun och Västmanlands län. 
Distriktet ligger i östra delen av kommunen med en del invid Mälaren. 

## Tidigare administrativ tillhörighet
Distriktet inrättades 2016 och utgörs av socknen Munktorp i Köpings kommun.
Området motsvarar den omfattning Munktorps församling hade vid årsskiftet 1999/2000.